# نيكولا لاي
نيكولا لاي (بالإيطالية: Nicola Lai)‏ (17 يناير 1986 بكالياري في إيطاليا - ) هو لاعب كرة قدم إيطالي في مركز الوسط. لعب مع Polisportiva Alghero ‏ وFC Rieti ‏ وسسارة توريس ‏.